# 蒙虎
九式戦車「蒙虎」とは架空戦記『紺碧の艦隊』に登場する架空の戦車である。
名前は想定戦場の蒙古平原と独機甲師団の主力『ケーニッヒス・ティーゲル戦車』に由来する。
要塞シリーズからの慣習として『読者参加による世界観構築』が、艦隊シリーズでも受け継がれており、
全設定の殆どは、作品の熱烈な愛好者による「後世世界に在り得る日本陸軍最強戦車」としてプロットされた。
（「後世参謀本部厳秘資料より抜粋」という形態を取り、第19巻巻末に記載されている）

## 特徴
満蒙戦線決戦用正式戦車『九式　蒙虎』とは、五式中戦車改（チリ改）に代わる陸軍主力戦車。前世戦後記憶を持つ設計者により、前世74式戦車の情報を元に設計されているとされているが、原作カバー、挿絵とも「74式の車台に西独レオパルト1風の砲塔を乗せ、ショット装甲式防楯を付けた」車両として描かれた。
仕様諸元はほぼ前世五式中戦車の派生計画『ホリ』に準拠しており、武装は105mm戦車砲、7.62mm機関銃、12.7mm重機関銃、60mm迫撃砲。全備重量は45t。五式中戦車改と同じく速度が速い（路外速度43km/h）。しかしいろいろな新機能（40年代〜70年代の戦車武装等）を取り入れたため、1台の値段が高くメンテナンスも難しい。初期生産だけで終わり、後の第3次世界大戦では改修版が少数使われただけだった。コミック・OVAでの外観は完全に74式戦車であったが、文庫版扉絵では発煙弾発射機が8連装2基となり、車体正面には爆発反応装甲と見られるパネルが確認できる。
新・旭日の艦隊コミック版では、既に主力戦車の座は譲ったモノの、90式戦車をベースに仏ルクレールなどの第3世代戦車調の外観となり、イスラエルメルカヴァ風の車体後部脱出ハッチまであるなど、全くの別車両となってしまった。

## 概要
設計は恐らく前世と同じ三菱重工業東京機器製作所。
武装として、砲塔には前世計画戦車ホリの「試製十糎戦車砲」に相当する『八式十糎戦車砲（別称昆式十糎戦車砲、初速1500m/s、八式徹甲弾使用時）を搭載した。砲塔防盾上に12.7mm車載重機関銃を、砲塔上面車長用及び装填手用各ハッチ横に7.62mm車載機関銃を備える。また、照明弾発射機も兼ねた、対歩兵用60mm迫撃砲を車長用展望塔横に備えた。
「八式十糎戦車砲」は後世世界の技術加速により10年早く実用化された英ヴィッカース社製105mm戦車砲L7のライセンス供与をうけ日本で生産されたものである。砂漠決戦との事で、砲身に耐熱布製被筒を全車装着したが、その効果極めて高く、その後の日本戦車の標準仕様となった。使用砲弾は八式徹甲弾(APFSDS)、八式対戦車榴弾(HEAT)、八式粘着榴弾(HESH)。このうち八式徹甲弾は照和19年の日英同盟復活以後、英国から技術供与を受けたAPDS弾を日本が独自改良・発展させたモノで、八式粘着榴弾も英国でコンクリート要塞破壊用に開発したモノを同じく技術供与を受けて実用化している。
砲塔及び車体にはジャイロスコープ式砲安定装置が取り付けられ、旋回・俯仰両平面で安定制禦される事で、車体の動揺に拘わらず行進間射撃も可能な目標保持性能を目指したが、テストで走行中は照準器の微妙なブレにより命中精度が低下、装填手から「（安定装置作動にも拘わらず）砲尾の上下動揺が収まらず装填が不可能」との報告を受け、蒙古決戦では走行中は目標照準保持のみとし、精密射撃及び砲撃は車体停止時に行う事となった。
しかしながら、停車砲撃時の命中精度は射程1000メートルで85％と驚愕すべき高命中率を誇ったが、これは実用化に成功した日本電気製八式レーザー測遠器と三菱電機製八式弾道計算機連動による射撃管制装置搭載の賜物であった。
このように本車は後世日本戦車としては初の数々の新機軸を意欲的に搭載した新型主力戦車であった。
本車のユニークな特徴として、後進段数を2段に増やされた九式変速操向機があげられる。
照和22年の日米講和締結により、米国より技術供与を受け、GM社アリソン製造部製オートマティックトランスミッション『CD-850-4』を日本でライセンス生産した七式変速操向機が実用化され試作車両に搭載されたが、「蒙古決戦での戦術思想」に基づき、大連ウィトゲンシュタイン社製の九式に変更される事となった。
この変速操向機の目的は、
1. 遮蔽物の乏しい蒙古平原において地勢の丘部を盾となし、射撃後迅速に車体を隠せる事。
2. 「ランカスター法則」における『一対多の不利』を覆すべく、後進射撃による敵誘い込みが可能である事。

が戦術として軍部から示されたためである。またなにより独機甲軍に対する物量の不利を知略で押さえ込もうとした亜細亜国連軍にあって、決戦時に（少しでも多くの車両が優先生産されたとはいえ）50両しか揃わなかった数の不利を跳ね返すためにも必要な変更であった。
日本は紺碧・青風会による戦前からの計画に基づき、技術将兵を開戦劈頭に内地に戻した事もあり、技術加速は一大科学国独逸や大量生産に優れた米国を敵に回して少しも劣ることなく、前世では配備は間に合わなかった五式中戦車をインド戦線に実戦配備している。また、戦中には『冒険的発明企業育成法』の制定により無数の研究家が起業し、革新的技術が生み出されている。九式戦車「蒙虎」の製造・実戦配備成功の裏には市井の起業家に負けまいとした大企業の開発力向上の影響を受けたとみるべきだろう。
車体形状は『74式戦車』そのものであるとはいえ、砲塔形状は「北印度戦線での被害検分」を戦訓に中空式楔形増加装甲で全周を強化したため、図らずしも『レオパルト1』に似ているが、『仕様発注要項』においては亀甲形防弾鋳鋼製砲塔を増加装甲で覆ったモノとされている。見た目からも五式と同じく鋼板溶接箱組み工法を全面採用たものであろう。しかしながら、砲塔形状と異なる装甲を避弾経始を考慮して組み上げる事は困難だったと見られ、蒙古決戦に50両しか完成車両を送り込めなかった主因と考えられる。
ただ少数ながら、決戦直前に開発に成功した『セラミック・チタニウム積層新型装甲』が中空式増加装甲内に挿入された車両が実戦に送り出され、独逸軍の突破用重戦車ティーガーIII（グロッセティーガー、前世『ヤークトティーガー』に相当か）が発射した、五十五口径128mm砲用APDS弾（元は北部印度戦線で英軍より鹵獲した弾を独逸が独自改良）を見事はじき返すという快挙を見せた。
後世大戦中の日本戦車で初めて上部転綸が無く、直径の大きい下部アルミ合金プレス製転綸を採用た本車は、試作車両からの重量増で第一転輪のみ鋳鋼製に変更されたものの、油気圧サスペンション（ハイドロニューマチック）による姿勢変更機能が持たされており、伸縮するサスペンションにより標準姿勢から車高を上下に各20cmずつ変化させることができる。このサスペンションは前後左右別々に作動させることも出来るため、車体全体を前後に6度ずつ、左右に9度ずつ傾ける姿勢制御が可能である。このことで丘などの稜線から砲塔だけを覗かせて攻撃する稜線射撃も容易としている。これは前世戦後の『専守防衛思想』にも似た待ち伏せ攻撃で運用された蒙虎とって都合の良い機能ではあった。また、車体の水平を保つことで乗員への負担を軽減する効果もある。丘陵地、傾斜地の多い決戦地での運用を目指した姿勢制御技術は、若干の整備不利と車体調達費の高騰の欠点を補って余りあるモノであったと言えるだろう。ただし油気圧機構が故障すると、構造上全てのサスペンションが死んでしまう弱点がついて回った。

またエンジンは五十鈴自動車とウィトゲンシュタイン社共同開発による大馬力空冷ディーゼルエンジンの開発に成功したため、統制八式720馬力発動機（空冷V型10気筒）として正式採用されている。本エンジンは2ストロークサイクルのターボチャージド・ディーゼルであり、アルミ合金が多用されたエンジンは軽量であり、ユニット化されたシリンダーのお陰で（気筒数の違いがあるとはいえ）他の日本陸軍装甲戦闘車両群とのエンジン共用化による生産能率向上が図られた。

## 評価
本車に興味を示した亜細亜連合軍や自由ドイツ軍、トロツキー軍などのため、輸出等で量産を図り調達価格を下げるべきとの意見もあったが、後世第二次世界大戦終了後ほどなく、「第三国への武器輸出」を禁止する法案が制定されたため、国内兵器産業にとって、さらなる調達を期待する事は不可能となった。第三次大戦勃発後も日本陸軍において、同車両の改良型が細々と運用される事となった（改修型の『蒙虎』四型の性能は、前線でもそれなりに評価された）。その上、大戦の再勃発を見据え、同盟が成った米英両国より新鋭戦車のライセンス調達や、購入後に同車両同等性能に大幅改良したモノを機甲師団の中核として採用する方針が政府より打ち出されるなど、MBTとしての地位が揺らぐ事となった。

政府の方針に反発した国内兵器産業内で、対抗馬となる試作新戦車の開発が始まり、その後のロビー活動などを通じて政府と軍の調達方針を撤回させ、後の『10式戦車　蒙古』が生まれる事となる。

## 参考資料
- 紺碧の艦隊第19巻　赤道大海戦
- 紺碧の艦隊第20巻　亜細亜の曙
- 新旭日の艦隊第3巻　紅海潜航三〇〇〇キロ　ISBN:4-12-500576-1